# Cupa României 1957-1958
La Cupa României 1957-1958 è stata la 20ª edizione della coppa nazionale disputata tra il 21 marzo e il 6 luglio 1958 e conclusa con la vittoria dello Știința Timișoara, al suo primo titolo.
In caso di parità dopo i tempi supplementari la partita venne rigiocata a campo invertito.

## Sedicesimi di finale
Gli incontri si sono disputati tra il 6 e il 16 aprile 1958.
| Squadra 1             | Risultato | Squadra 2                      |
| --------------------- | --------- | ------------------------------ |
| Metalul Reșița        | 0 - 1     | Știința Timișoara              |
| CFR Iași              | 4 - 0     | Dinamo Bârlad                  |
| Farul Constanța       | 1 - 0 dts | Dinamo Bucarest                |
| Dinamo Obor București | 2 - 0 dts | Știința București              |
| Progresul București   | 5 - 4     | Titanii București              |
| Gloria Bistrița       | 5 - 2     | CS Târgu Mureș                 |
| Jiul Petroșani        | 4 - 1     | CFR Turnu-Severin              |
| Dinamo Bacău          | 0 - 1     | Rapid București                |
| Petrolul Ploiești     | 11 - 0    | Dinamo Brăila                  |
| Tractorul Brașov      | 2 - 1     | Industria sârmei Câmpia Turzii |
| Dinamo Cluj           | 3 - 1     | Stăruința Satu-Mare            |
| CCA București         | 7 - 1     | Flacăra Moreni                 |
| CS Oradea             | 2 - 1     | Stăruința Salonta              |
| Steagul Roșu Brașov   | 3 - 2     | Corvinul Hunedoara             |
| Progresul Sibiu       | 4 - 2     | UV Arad                        |
| Minerul Lupeni        | 3 - 2     | UTA Arad                       |

## Ottavi di finale
Gli incontri si sono disputati il 27 aprile 1958.
| Squadra 1           | Risultato | Squadra 2             |
| ------------------- | --------- | --------------------- |
| Știința Timișoara   | 3 - 0     | Minerul Lupeni        |
| Progresul București | 5 - 1     | Farul Constanța       |
| Rapid București     | 2 - 1     | Dinamo Obor București |
| CCA București       | 8 - 0     | Tractorul Brașov      |
| CS Oradea           | 3 - 2     | Gloria Bistrița       |
| Petrolul Ploiești   | 3 - 2     | CFR Iași              |
| Dinamo Cluj         | 2 - 1     | Progresul Sibiu       |
| Steagul Roșu Brașov | 2 - 0     | Jiul Petroșani        |

## Quarti di finale
Gli incontri si sono disputati tra il 24 maggio e il 12 giugno 1958
| Squadra 1           | Risultato | Squadra 2         |
| ------------------- | --------- | ----------------- |
| Steagul Roșu Brașov | 2 - 1     | Petrolul Ploiești |
| Progresul București | 2 - 0     | Rapid București   |
| CS Oradea           | 3 - 1     | CCA București     |
| Știința Timișoara   | 2 - 1     | Dinamo Cluj       |

## Semifinali
Gli incontri si sono disputati il 29 giugno 1958.
| Squadra 1           | Risultato | Squadra 2           |
| ------------------- | --------- | ------------------- |
| Știința Timișoara   | 3 - 2     | Steagul Roșu Brașov |
| Progresul București | 4 - 0     | CS Oradea           |

## Finale
La finale venne disputata il 6 luglio 1958 a Bucarest.
| Arbitro: | Solomon Segal (Bucarest) |

|                   |           |  |
| Petre Cădariu 37’ | Marcatori |  |